# Giovanni Goria

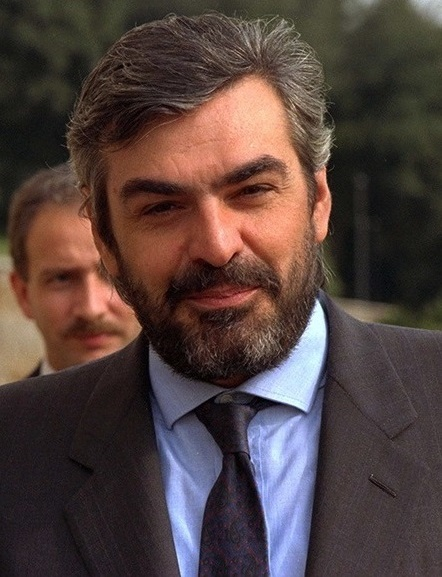
Giovanni Goria.

Giovanni Giuseppe Goria (Asti, 30 juli 1943 - 21 mei 1994) was een Italiaans rechts politicus. Van 1987 tot 1988 was hij de 46ste premier van het land.

## Levensloop

### Achtergrond en vroege politieke loopbaan
Giovanni Goria werd geboren in de regio Piëmont.
In 1960 werd hij lid van de Democrazia Cristiana en stapte in de lokale politiek. In 1976 werd hij verkozen in de Kamer van Afgevaardigden. Van 1981 tot 1983 was hij ondersecretaris van Begroting en vervolgens werd hij minister van Schatkist. Hij raakte in Italië bekend wegens zijn ontspannen stijl en wegens zijn handigheid in verschijningen op televisie.

### Eerste minister
Na de verkiezingen van 1987, die voor de DC succesvol verliep, werd Giovanni Goria eerste minister (de jongste van zijn land sedert het einde van de Tweede Wereldoorlog) als protegé van partijleider (en zijn opvolger als eerste minister) Ciriaco De Mita. In april 1988 werd hij tot ontslag gedwongen nadat het parlement zijn begroting niet goedkeurde.

### Latere politieke rol
In 1989 werd Goria verkozen in het Europees Parlement en bleef er zetelen tot in 1991, toen hij minister van Landbouw werd. In 1992 werd hij minister van Financiën.
In 1993 moest hij echter ontslag nemen wegens een corruptieschandaal dat zijn partij ruïneerde. Ook hijzelf was betrokken bij corruptie. Begin 1994 begon zijn proces. Hij werd vrijgesproken van een eerste betrokkenheid, maar zijn proces was nog steeds bezig toen hij hetzelfde jaar nog stierf aan longkanker.